# Bachscheitistock
Bachscheitistock är en ås i Schweiz. Den ligger i kantonen Nidwalden, i den centrala delen av landet, 80 km öster om huvudstaden Bern. Toppen på Bachscheitistock är 1 595 meter över havet.